# 卡洛·雷卡尔卡蒂
卡洛·雷卡尔卡蒂（義大利語：Carlo Recalcati，1945年9月11日—），意大利男子篮球运动员、教练。他曾带领意大利获得2004年夏季奥运会篮球比赛男子银牌。他也曾参加1968年和1976年夏季奥运会。